# Rapisma cryptunum
Rapisma cryptunum is een insect uit de familie van de Ithonidae, die tot de orde netvleugeligen (Neuroptera) behoort. 
Rapisma cryptunum is voor het eerst wetenschappelijk beschreven door P. Barnard & New in 1985.